# Jak Sereggi
Jak Sereggi też jako: Jacobus Sereggi, Giacomo Sereggi (ur. 6 listopada 1861 w Szkodrze, zm. 11 kwietnia 1922 w Szkodrze) – albański biskup katolicki, metropolita diecezji Szkodra-Antivari w latach 1910-1921.

## Życiorys
Po ukończeniu szkoły średniej w Szkodrze studiował filozofię i teologię w Rzymie. 22 czerwca 1884 wyświęcony na księdza. Pracował w parafiach: Kellezne i Pentari e te Rencit. 7 sierpnia 1905 został mianowany ordynariuszem diecezji Sapa, a 29 października 1905 wyświęcony na biskupa przez abp Pasquale Gueriniego. Wykorzystując fakt, że Seregii był poddanym tureckim wraz z jego nominacją Porta próbowała ograniczyć prawo opieki Austro-Węgier nad kościołem katolickim w Albanii. W 1912 Sereggi zaangażował się aktywnie w mobilizację ludności katolickiej do obrony Szkodry, obleganej przez Czarnogórców.
14 kwietnia 1910 mianowany na urząd metropolity archidiecezji szkoderskiej. W czasie oblężenia Szkodry (I wojna bałkańska) arcybiskup Sereggi mobilizował ludność katolicką do obrony miasta przed oddziałami czarnogórskimi. 5 października 1921 wysłał pismo do Ligi Narodów, w której wypowiadał się za integralnością terytorialną Albanii i przeciwko powstaniu Mirdytów. 14 października 1921 z uwagi na zły stan zdrowia zrezygnował z pełnienia urzędu. Zmarł 6 miesięcy później. Zgodnie z testamentem pochowany w katedrze szkoderskiej. W 1945 jego szczątki zostały usunięte z katedry przez komunistów i wrzucone do rzeki Drin.